# فرودگاه بین‌المللی لاوگهلین/بولهاد
فرودگاه بین‌المللی لاوگهلین/بولهاد (به انگلیسی: Laughlin/Bullhead International Airport) یک فرودگاه همگانی با کد یاتا IFP است که یک باند فرود آسفالت دارد و طول باند آن ۲۲۹۲ متر است. این فرودگاه در کشور ایالات متحده آمریکا قرار دارد و در ارتفاع ۲۱۲ متری از سطح دریا واقع شده است.

## شرکت‌های هواپیمایی و مقصدهای پروازی

### مسافری
| شرکت‌های هواپیمایی    | مقصدهای پروازی                                  |
| -------------------- | ----------------------------------------------- |
| الیجنت ایر           | چارتر: Numerous Locations                       |
| امریکن ایگل          | فینکس اسکای هاربر                               |
| Sun Country Airlines | چارتر: مینیاپولیس−سنت پل and Numerous Locations |
| ViaAir               | چارتر: Numerous Locations                       |

### Other airlines
- Air Methods